# فرودگاه سورماوو
فرودگاه سورماوو  (به انگلیسی: Sormovo (airfield)) (به زبان بومی: Аэродром Нижний Новгород (Сормово) Нижегородского авиационного завода "Сокол") یک فرودگاه است که یک باند فرود بتن دارد و طول باند آن ۲۹۵۰ متر است. این فرودگاه در کشور روسیه قرار دارد و در ارتفاع ۷۶ متری از سطح دریا واقع شده است.